# Соціальна мобільність
Соціальна мобільність — перехід індивіда, соціального об'єкта або цінності, створеної або модифікованої завдяки людській діяльності, від однієї соціальної позиції до іншої. Поняття було введено П. Сорокіним у 1927 р.

## Обставини, які зумовлюють соціальну мобільність
1. Структурні зрушення в економіці.
2. Зміни характеру і змісту розподілу суспільної праці.
3. Послаблене закріплення працівників за соціальними і економічно-нерівноцінними видами діяльності.

## Умови, що сприяють соціальній мобільності
1. Соціальне походження.
2. Фінансові можливості.
3. Наявність престижних позицій.
4. Освіта.

## Підходи до визначення соціальної мобільності
У 1927 р. у Нью-Йорку П. Сорокін видав працю «Соціальна мобільність», у якій формулює завдання, основні поняття і принципи дослідження різноманітного руху індивідів у неоднорідному соціальному просторі. Мобільність П. Сорокін визначав як перехід, переміщення соціального об'єкта з однієї позиції на іншу. Соціальним об'єктом можуть бути індивід, група, радіо, автомобіль, мода, тобто всі продукти людської діяльності. У суспільстві з ними відбуваються найрізноманітніші метаморфози: вони старіють, занепадають, стають менш привабливими. Увесь цикл існування їх виявляється в мобільності.
В. Ільїн вважає, що в межах конструктивістсько-структуралістської концепції соціальної нерівності це визначення потребує уточнення. В силу того, що соціальний простір складається з статусних позицій, що заповнюються індивідами, соціальна мобільність виступає у двох основних формах:
1. Переміщення власне статусних позицій, що представляють одиниці соціальної структури(у Сорокіна мова йде лише про переміщення об'єктів між статусними позиціями).
2. Переміщення індивідів і груп індивідів з одних статусних позицій в інші.

## Види соціальної мобільності
Існують два основних види соціальної мобільності — міжгенераційна і внутрішньогенераційна, і два основних типи — вертикальна і горизонтальна. Вони в у свою чергу поділяються на підвиди і підтипи.
Під вертикальною мобільністю розуміють ті відносини, що виникають при переміщенні індивіда або соціального об'єкта з одного соціального прошарку в інший. В залежності від напряму переміщення вирізняють висхідну мобільність(соціальний підйом, рух вгору) і низхідну мобільність(соціальний спуск, рух вниз). Між ними існує певна асиметрія: всі прагнуть підніматися і ніхто не хоче опускатися соціальною драбиною. Як правило, висхідна мобільність — явище добровільне, а низхідна — вимушене.
Горизонтальна мобільність передбачає перехід індивіда з однієї соціальної групи в іншу, яка розміщена на тому ж рівні. Різновидом горизонтальної мобільності є географічна мобільність, що полягає не в зміні статусу або групи, а переміщення з одного місця в інше, зберігаючи при цьому попередній статус. Якщо до зміни місця додається зміна статусу, то географічна мобільність перетворюється в міграцію.
Класифікація може бути проведена і за іншими критеріями. Так, наприклад, розрізняють індивідуальну мобільність(переміщення індивіда відбуваються незалежно від інших) та групову мобільність(переміщення виникають колективно).
Внутрішньогенераційна мобільність (інтрагенераційна) — це висхідна чи спадна мобільність окремої людини протягом її життя. Інколи цей вид соціальної мобільності ще називають кар'єрою, котру визначають як зміну соціального статусу індивіда протягом власного життя.
Міжгенераційна мобільність (інтергенераційна) — це рух індивіда соціальною драбиною між різними поколіннями. Вивчаючи цей тип мобільності, можна з'ясувати, як змінилися соціальні позиції поколінь дітей порівняно з поколіннями батьків. Масштаб міжгенераційної мобільності свідчить про те, наскільки в тому чи іншому суспільстві нерівність переходить від одного покоління до іншого. Якщо міжгенераційна мобільність невелика, то це свідчить про укоріненість нерівності в даному суспільстві.
У сучасних дослідженнях визнано за доцільне розрізняти мобільність структурну та обмінну (циркулюючу). Структурна мобільність зумовлена змінами в економіці й технології виробництва. До таких змін належать індустріалізація, а пізніше — зростання значення сфери послуг, скорочення чисельності зайнятих у сільському господарстві, зрушення в структурі професій та робочих місць під впливом сучасної техніки і технології. Поступово скорочуються частка порівняно простої трудової діяльності і потреба в ній, та збільшується потреба у складній праці. Відповідно зростають вимоги до компетентності та кваліфікації індивідів. Кожне наступне покоління застає вдосконалену порівняно з попереднім періодом структуру робочих місць та місць у навчальних закладах. Щоб відтворити структуру позицій, що зазнала змін, поколінню дітей потрібно не наслідувати заняття і статус батьків, а здійснити мобільність.
На відміну від зазначеного вище, обмінна мобільність зумовлюється виключно соціальними факторами. Мається на увазі розширення можливостей здобути вищу освіту, зростання обсягів соціальних гарантій та пільг, що надаються суспільством і державою з метою вирівнювання шансів на досягнення економічного і соціального успіху, а також утвердження домінуючої структури цінностей і мотивації досягнень.

## Соціальна мобільність в Україні
Сучасне українське суспільство є суспільством змішаного типу, в якому статус і приписується, і досягається, де діють фактори, що спонукають до мобільності та перешкоджають їй. Дефіцит багатьох видів ресурсів, істотні відмінності у рівні та якості життя в сільській місцевості та місті, у великих і малих містах — все це визначає основну різницю потенціалів, яка змушує індивідів рухатися до місць скупчення благ і послуг.
За життя одного покоління українське суспільство з переважно аграрного перетворилося на індустріальне. Якщо в 1940 р. 47% працездатного населення становили селяни, то на початку 90-х років зайнятих у сільському господарстві було тільки 14%. До того ж статус селянина практично не успадковується. Для молодого покоління переїзд із села до міста є нормою. Свої життєві плани молодь пов'язує зі зміною статусу, передбаченого народженням у певному населеному пункті.
За таких умов мобільність сприймається і батьками, і дітьми як життєва необхідність. Батьки, зі свого боку, не бажають дітям долі, яка навіть віддалено нагадує їх власну. З існуючими соціальними та економічними умовами життя батьки звиклися, але не вважають їх прийнятними для своїх дітей.
Переїзд до міст протягом останніх десятиліть за характером та спрямованістю був і залишається доцентровим, до якомога більших міст, до центрів областей, до столиці.
Переважні тенденції соціальної мобільності в Україні, що були виявлені дослідженнями українських вчених у 90-х pp. XX ст.:
- масова примусова, недобровільна міжпрофесійна мобільність зумовлена кризовим станом суспільства в період інституціональних змін, який знижує попит на деякі професії, наявність безробіття тощо;
- спадні соціальні переміщення як домінантні тенденції у процесах соціальної мобільності для абсолютної більшості населення;
- висхідні соціальні переміщення характерні для порівняно невеликих соціальних груп (переважно для правлячої еліти);
- зміна професії як складова стратегії виживання;
- примус до самозайнятості без професійної перекваліфікації;
- рух у спадному напрямку суттєво переважає рух у висхідному напрямку;
- стратегії успіху властиві переважно молоді у той час, як для середнього та старшого покоління характерні стратегії виживання.